# Вязовский сельсовет (Липецкая область)
Вязовский сельсове́т — сельское поселение в Лебедянском районе Липецкой области. 
Административный центр — село Вязово.

## История
В соответствии с законами Липецкой области №114-оз от 02.07.2004 и №126-оз от 23.09.2004 Вязовский сельсовет наделён статусом сельского поселения, установлены границы муниципального образования.

## Население
| 2010 | 2012 | 2013 | 2014 | 2015 | 2016 | 2017 |
| ---- | ---- | ---- | ---- | ---- | ---- | ---- |
| 688  | ↘677 | ↘639 | ↗641 | ↘625 | ↘624 | ↘609 |
| 2018 | 2021 |      |      |      |      |      |
| ↘608 | ↗701 |      |      |      |      |      |

## Состав сельского поселения
| № | Населённый пункт | Тип населённого пункта       | Население |
| - | ---------------- | ---------------------------- | --------- |
| 1 | Вязова Вершина   | деревня                      | ↘0        |
| 2 | Вязово           | село, административный центр | 256       |
| 3 | Дубинино         | деревня                      | 6         |
| 4 | Зуево            | деревня                      | 9         |
| 5 | Покровка         | деревня                      | 0         |
| 6 | Пробуждение      | деревня                      | 5         |
| 7 | Сезеново         | село                         | 178       |
| 8 | Сезеново Первое  | деревня                      | 4         |
| 9 | Сурки            | село                         | 230       |